# Anne Ryan
 (juin 2025).
Anne Ryan, née en 1889 à Hoboken (New Jersey) et morte en 1954 à Morristown (New Jersey), est une artiste américaine qui appartient à la première génération d'artistes expressionnistes abstraits de l'École de New York et dont le moyen d'expression est principalement le collage et la gravure.

## Biographie
Le premier contact d'Anne Ryan avec l'avant-garde new-yorkaise date de 1941 quand elle rejoint l'Atelier 17, un atelier de gravure réputé que l'artiste britanniques Stanley William Hayter a établi à Paris dans les années 1930, puis transféré à New York quand la France est tombée sous le joug des Nazis.
Le grand tournant dans le développement artistique d'Anne Ryan a lieu après la guerre, en 1948.
Elle est âgée de 57 ans quand elle a découvre les collages de Kurt Schwitters à la Fried Rose Gallery, à New York, et se consacre immédiatement à ce moyen d'expression nouvellement découvert.
Quand Anne Ryan meurt six ans plus tard, son travail dans cette discipline compte plus de 400 œuvres.
En 1972, elle est incluse dans Some Living American Women Artists, un collage féministe de Mary Beth Edelson.